# علي كنعان
علي أحمد كنعان (1936) شاعر وكاتب ومترجم سوري. ولد في قرية الهزّة من محافظة حمص، ودرس في حمص ثم في دمشق فتخرّج بجامعتها مجازًا في اللغة الإنكليزية وآدابها عام 1965. عمل في حقلي الصحافة والإذاغة. انتدب إلى اليابان لتدريس اللغة العربية‌ في جامعة طوكيو. له عدة دواوين شعرية ومؤلفات أدبية. يقيم في أبوظبي منذ 1998. ابنته هي رباب كنعان. 

## سيرته
ولد علي أحمد كنعان سنة 1936م/ 1355 هـ في قرية الهزة في ناحية الفرقلس التابعة لمحافظة حمص ونشأ في أسرة فقيرة. حفظ في صباه شطرًا من القرآن، كما استظهر عددًا من الأشعار وألقى بعضها أمام الضيوف في الأسمار.

تخرج عام 1965 في كلية‌ الآداب‌ بجامعة دمشق قسم اللغة الإنجليزية وعمل في الصحافة من 1967 حتى 1992 ثم مراقبًا للنصوص في الإذاعة. عمل في صحيفتي الثورة وتشرين، رئيسًا للقسم الثقافي وقدم له المسرح القومي بدمشق مسرحية بعنوان السيل في 1968.

هو عضو مؤسس في اتحاد الكتاب العرب بدمشق في سنة 1968. وقد شارك في العديد من المؤتمرات الأدبية ومهرجانات الشعر. عمل نحو 25 سنة في الصحافة الثقافية في سوريا، محررًا ومشرفًا. قضى ثلاث سنوات مدرسا للأدب العربي في جامعة طوكيو باليابان من 1993 حتى 1996. 

يقيم في أبوظبي منذ صيف 1998 وعمل محررًا في دار السويدي للنشر. شارك في لجنة تحكيم الشعراء الشباب في الشارقة عدة دورات. وأسهم في تحرير مشروع ارتياد الآفاق الخاص بآثار الرحالة العرب والمسلمين خلال الألفية الثانية. وقد قام بتحرير عدة رحلات، إضافة إلى حكايات مستخلصة من رحلة ابن بطوطة.

## شعره
في 1953 شرع ينظم المقطعات مقلدًا فحول الشعر القديم أو أعلام الشعر الحديث. ظهر باكورة شعره في 1959 في مجلة الآداب. و«هو شاعر مرهف الحس عانى في صباه مرارة البؤس والحرمان واستعشر الظلم الاجتماعي». 

## جوائزه
- 2010: جائزة حامد بدرخان في دورتها الأولى للعام 2010. [4]

## مؤلفاته
من دواوينه الشعرية:
- درب الواحة، 1966
- أنهار من زبد، 1970
- أعراس الهنود الحمر، 1979
- آخر رسول الممالك، 1991
- أطياف من لياليها، 1998
- أسئلة للرياح، 1999
- نخلة اسمها فاطمة، 2002
- برزخ للجنون، 2005
- الأعمال الشعرية، في مجلدين، 2010
- غيوم الخشخاش، 2016

وله :
- السيل، مسرحية، 1974
- غرائب الأسفار: حكايات ابن بطوطة مستخلصة من رحلته، 2004
- السيف والمرآة رحلة في جزر الواق واق، أدب الرحلة
- أعلام الرواية اليابانية في القرن العشرين، 2017
- الحنظل والرحيق: رؤى وهواجس في الشعر والحياة ، 2019

وترجم:
- الحصان ليوليوس هاي
- شعر التجربة لروبرت لانغيوم
- يوم سادت الصين البحار القوة البحرية للصين في عهد المينغ
- قيثارة حب،فن الحب وقصائد حب للشاعر الروماني أوفيد، في مجلد واحد
- قصة سان ميشيل
- في سبيل الحياة
- الدرب الضيق إلى أوكو